# Shenzhou 15
Shenzhou 15 (chinois simplifié : 神舟十五号 ; pinyin : Shénzhōu shíwǔ hào ; litt. « Vaisseau divin 15 ») est la dixième mission spatiale habitée chinoise et la quatrième à destination de la Station spatiale chinoise (SSC). Le lancement de l'équipage de trois personnes avec un lanceur Longue Marche 2F a eu lieu le 29 novembre 2022 depuis la base de lancement de Jiuquan.
La mission marque pour la première fois la présence de deux vaisseaux Shenzhou en orbite, la présence de six astronautes chinois dans la station spatiale chinoise, c'est-à-dire davantage que d'Américains ou de Russes à bord de l'ISS.

## Équipage
- Commandant : Fei Junlong (2),  Chine
- Opérateur 1 : Deng Qingming (1),  Chine
- Opérateur 2 : Zhang Lu (1),  Chine

Le chiffre entre parenthèses indique le nombre de vols spatiaux effectués par l'astronaute, Shenzhou 15 inclus.